# Mysmenopsis atahualpa
Espèce
Mysmenopsis atahualpa est une espèce d'araignées aranéomorphes de la famille des Mysmenidae.

## Distribution
Cette espèce se rencontre au Pérou et en Équateur. Elle a été observée dans la région de Loreto et les provinces de Pastaza, de Napo et de Sucumbíos.

## Description
Le mâle holotype mesure 2,08 mm et la femelle paratype 2,68 mm.

## Éthologie
Cette araignée cleptoparasite a été observée sur des toiles de Linothele sp. et d'Aglaoctenus sp..

## Étymologie
Cette espèce est nommée en référence à Atahualpa.

## Publication originale
- Baert, 1990 : Mysmenidae (Araneae) from Peru. Bulletin de l'Institut Royal des Sciences Naturelles de Belgique, vol. 60, p. 5-18.